# Matěj Václav Jäckel

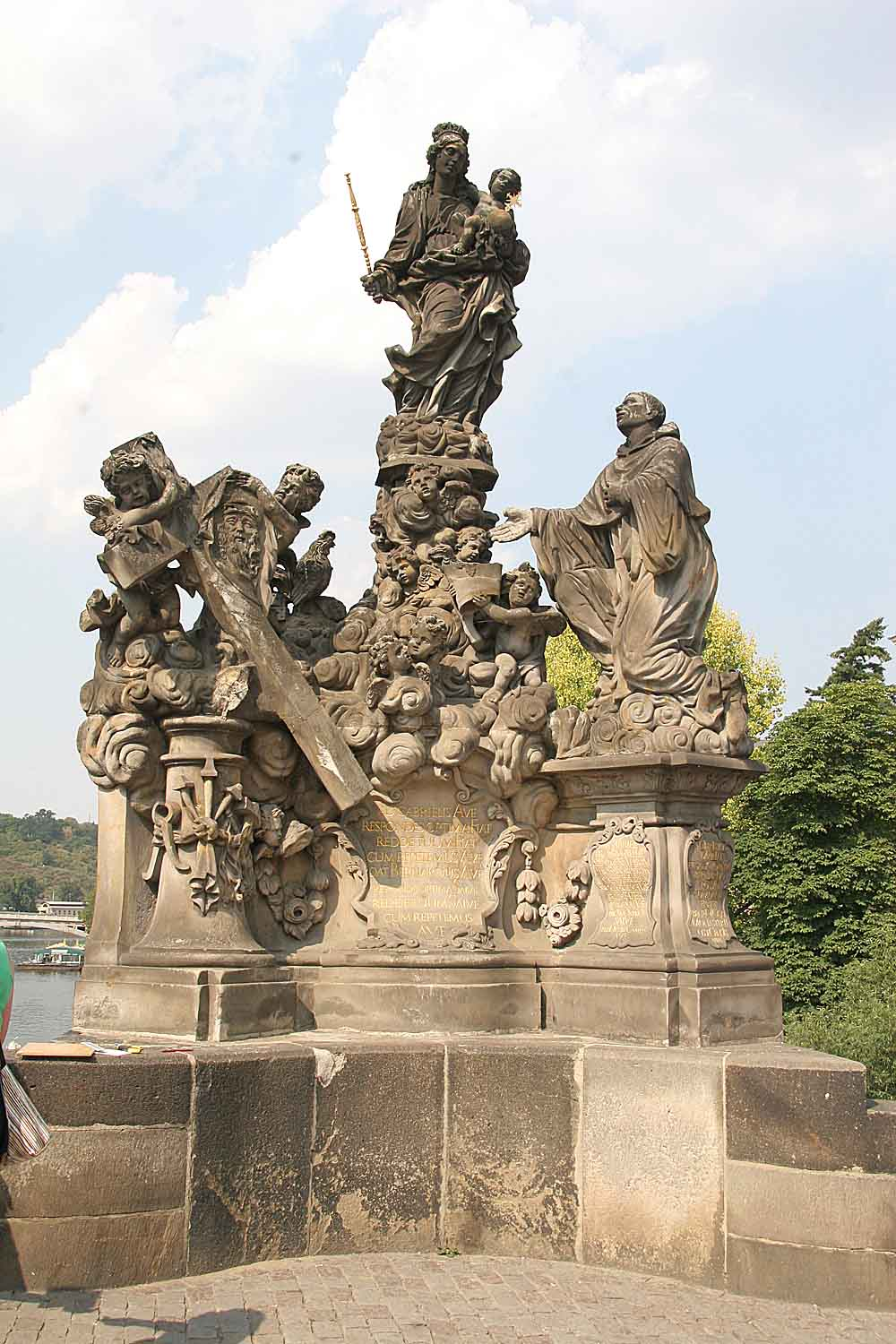
Nuestra Señora con San Bernardo

Matěj Václav Jäckel  (en alemán: Mathias Wenzel Jäckel; en sorabo Maćij Wjacław Jakula; 11 de septiembre de 1655, Wittichenau - 16 de enero de 1738, Praga) fue un escultor de Bohemia, de origen sorabo, del periodo barroco.
Se formó en el taller de Melchior Barthel en Dresde. En 1684 fundó su propio taller en Praga donde trabajó fundamentalmente para distintas órdenes religiosas.
Entre sus obras más conocidas se encuentran los grupos escultóricos que hizo para el Puente de Carlos de Praga.

## Obras principales
- Cesky Krumlov : Columna mariana (1717)
- Grupos de Nuestra señora con San Bernardo (1709), Nuestra Señora con Santo Domingo y Santo Tomás de Aquino y Santa Ana (1707) para el Puente de Carlos.